# Pierre Bitôt
Pierre A. Bitôt, né le 22 mars 1822 à Podensac et mort le 2 février 1888 à Bordeaux, est un physicien, anatomiste et chirurgien français, connu pour la description de la tache de Bitôt.
Pierre Bitôt est né le 22 mars 1822 à Podensac en Gironde. Il a fréquenté l'école de médecine de Bordeaux d'où il sort diplômé en 1846. Il a obtenu son doctorat en médecine en 1848 de la faculté de médecine de Paris.
Il rejoint le département d'anatomie de la faculté de médecine de Bordeaux pour devenir professeur d'anatomie en 1854. En 1878, il est chirurgien des hôpitaux bordelais. Il meurt le 2 février 1888.
Il était chirurgien honoraire des hôpitaux de Bordeaux et professeur honoraire de la faculté.
Pierre Bitôt a publié un large éventail de sujets, allant du bec de lièvre à l'étude de la meilleure forme de ligatures à utiliser dans les amputations de membres, l'utilisation de sulfate de quinine pour prévenir la fièvre après une transfusion sanguine, ainsi que certains aspects de l'anatomie cérébrale et de la fonction.